# Megulopa sahlbergorum
Megulopa sahlbergorum är en insektsart som beskrevs av Lindberg 1925. Megulopa sahlbergorum ingår i släktet Megulopa och familjen dvärgstritar. Inga underarter finns listade i Catalogue of Life.